# Martin Keown
Martin Raymond Keown (* 24. července 1966 v Oxfordu) je bývalý anglický fotbalista, který strávil většinu své kariéry v londýnském Arsenalu, za který odehrál přes tři sta ligových utkání. V dresu národního týmu debutoval v roce 1992 v utkání proti Francii a celkově si během deseti let připsal čtyřicet tři reprezentačních startů. Zúčastnil se mistrovství světa 1998 a 2002. V současné době působí na částečný úvazek jako skaut Arsenalu. Rovněž pracuje jako komentátor pro televizní stanice BBC, ESPN, TV3 Ireland a Al Jazeera Sports.

## Ocenění

### Klubové
Arsenal
- Premier League: 1997/98, 2001/02, 2003/04
- FA Cup: 1997/98, 2001/02, 2002/03
- Pohár vítězů pohárů: 1993/94
- Community Shield: 1998, 1999, 2002